# 勿加泗
勿加泗是印度尼西亞的城市，由西爪哇省負責管轄，位於該國東南部爪哇島西部，面積210.49平方公里，2010年人口2,378,211，人口密度為每平方公里11,298人。2020年人口普查總計3,075,690人，人口密度為每平方公里15,000人。
2025年3月3日晚至4日早上，首都雅加達及包括勿加泗在內的周邊城市發生強降雨，造成洪災，整座城市均被洪水淹浸。

## 外部連結
- Bekasi local government website （印尼文）